# آتش‌فشان (روزنامه)
آتش‌فشان نام یکی از مطبوعات استان فارس در دوران قاجاریه است.
این روزنامه از سال ۱۳۴۳ هـ. ق به وسیله علی عزمی در شیراز به چاپ رسیده است.